# Tamara Mesíková
Tamara Mesíková (* 16. Juli 2006 in Banska Bystrica) ist eine slowakische Skispringerin.

## Werdegang
Mesíková ist die Tochter von Marian Mesík und Cousine von Martin Mesík, die ebenfalls Skispringer waren. Letzterer gründete 2006 den Lyžiarsky Klub Selce, für den sie aktiv ist. Auf der Schanze von Selce hält Mesíková den Weitenrekord bei den Damen.
Im Juli 2021 gab die Slowakin sowohl im FIS Cup wie auch im Continental-Cup ihr Debüt. Jedoch stürzte sie im Sommer 2021 während des Trainings und brach sich ein Schlüsselbein. Die Verletzung zog eine zweimonatige Trainingspause nach sich.
Im darauffolgenden März startete Mesíková erstmals bei den Junioren-Weltmeisterschaften und im Weltcup. Im Rahmen des FIS-Cup-Wettbewerbs in Zakopane am 29. Januar 2022 überstand sie einen weiteren schweren Sturz. Am 23. Juli 2022 sprang Mesíková auch erstmalig im Grand-Prix und erreichte sogleich die Punkteränge.
Bei den Polnischen Sommermeisterschaften gewann Mesíková den internationalen Wettbewerb vor Kira Kapustíková und der Landesmeisterin Anna Twardosz.

## Statistik

### Weltcup-Platzierungen
| Saison  | Platz | Punkte |
| ------- | ----- | ------ |
| 2022/23 | 050.  | 162    |

### Grand-Prix-Platzierungen
| Saison | Platz | Punkte |
| ------ | ----- | ------ |
| 2022   | 040.  | 024    |
| 2023   | 058.  | 007    |